# Tarachodes oxynotus oxynotus
Tarachodes oxynotus oxynotus es una subespecie de mantis de la familia Tarachodidae.

## Distribución geográfica
Se encuentra en Somalia.